# Zeuthen (by)
 For alternative betydninger, se Zeuthen. (Se også artikler, som begynder med Zeuthen)
Zeuthen  er en by i Landkreis Dahme-Spreewald i delstaten Brandenburg i Tyskland med 11.578(2023) indbyggere, og et areal på 12,68 km².
Den ligger i den sydøstlige udkant af Berlin ved Dahme og Zeuthener See.

## Geografi
Zeuthen har to bycentre, det nuværende centrum, som blev bygget mellem togstationen og søbredden efter anlæggelsen af Berlin-Görlitz jernbanestrækning, og det gamle Angerdorf Miersdorf til sydvest. Boligområdet Miersdorfer Werder ligger på østsiden af søen og kan kun nås via territoriet Wildau og Königs Wusterhausen. Der har tidligere været en færge mellem de to kyster af søen, men på grund af lave indtægter blev færgefarten indstillet.
Nabokommuner er Eichwalde i nord, Schulzendorf og Schönefeld i vest, Wildau i syd, Königs Wusterhausen i sydøst og Berlin-Schmöckwitz i nordøst. Ved grænserne til Eichwalde, Schulzendorf og Wildau smelter byudviklingen sammen med nabokommunerne. Det er ofte vanskeligt at tildele ejendommene til samfund uden kort. Zeuthen udgør således centrum for disse fire kommuner.
Zeuthen kommuneområde er stort set bebygget, friarealerne består hovedsageligt af skov- og vandområder. Der er næsten ingen landbrugsjord.

## Historie
Sackgassendorf blev første gang nævnt i 1375 som Czyten, Czuten i Karl 4.s landbog. Matriklen beskriver stedet som en "lille landsby" uden angivelse af Hufen, der kun bestod af "noget agerjord". Der var allerede 14 fiskerhuse og en landsbyborgmester, som skulle betale en biskat.
Landsbyen var ejet af Apitz og von Buden før 1375 og kom sandsynligvis til Miersdorf i 1414. I 1450 var der endnu ingen oplysninger om Hufen. I 1480 kom stedet til familien Diricke og derfra før 1496 til familien Enderlein af Miersdorf. De holdt den dog ikke længe, men gav den videre til borgeren Brakow i Berlin, som holdt den indtil 1517. Bagefter dukkede en dommer ved navn Rauch op i Brandenburg, som ejede Zeuthen indtil efter 1547.
Efter Trediveårskrigen var der 1652 fem husmænd med tre sønner i landsbyen.